# نور أباد (تشرداول)
نور أباد (بالفارسية: نورآباد) هي قرية تقع في قسم بيجنوند الريفي (مقاطعة تشرداول) في إيران. يقدر عدد سكانها بـ 166 نسمة.